# Vykořisťování

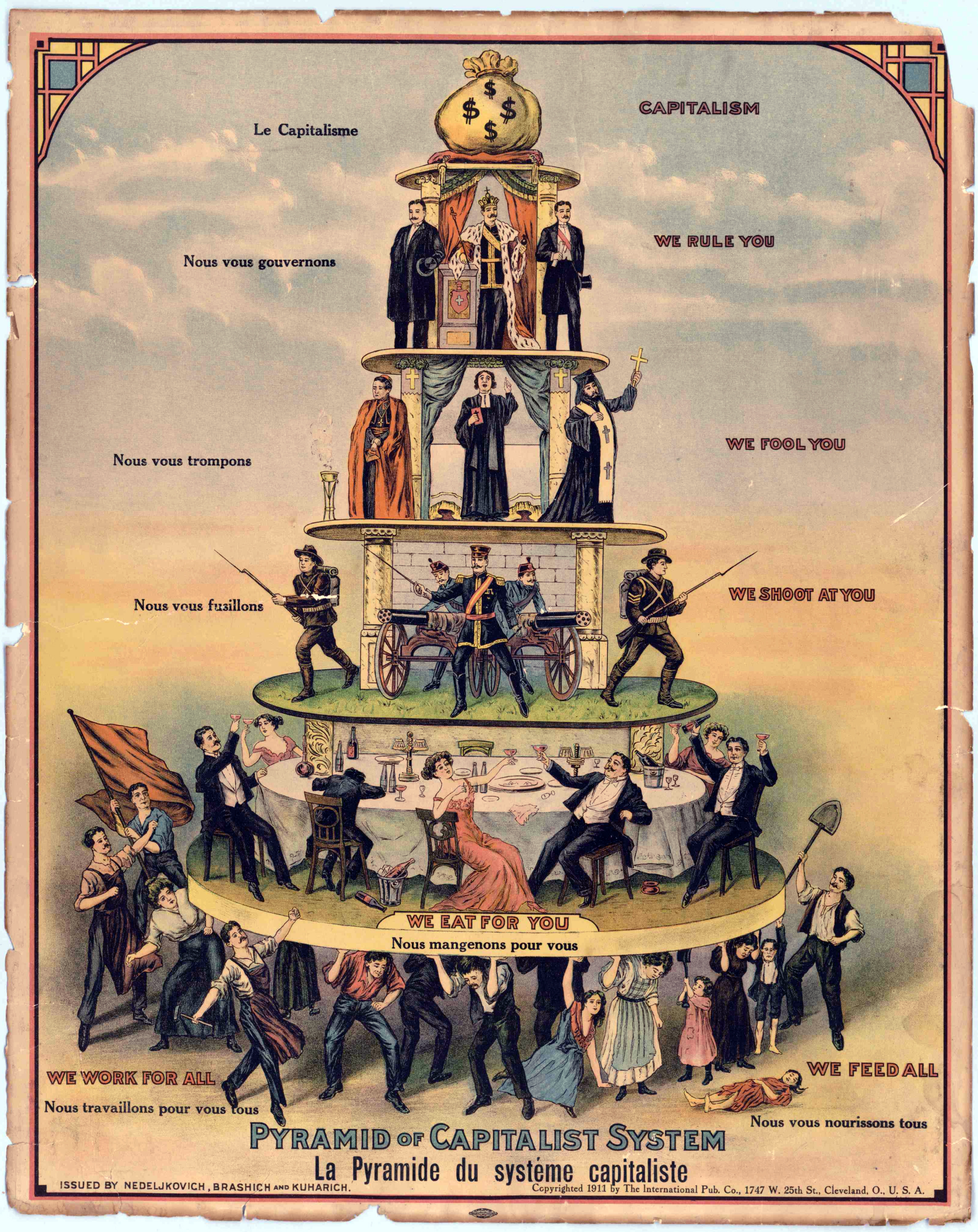
Tradiční zobrazení vykořisťovaných a vykořisťovatelů (1911)

Vykořisťování je využívání činnosti osoby nebo skupiny lidí jinou osobou či skupinou k vlastní výhodě, bez odpovídající odměny nebo vůbec bez odměny. Vykořisťování formou nucených prací nebo služeb zakazuje Listina základních práv a svobod: „Nikdo nesmí být podroben nuceným pracím nebo službám.“
V Marxově pracovní teorii hodnoty pak vykořisťování znamená bezúplatné přivlastňování si nadhodnoty – tedy části dělníkovy produkce – jeho zaměstnavatelem, kapitalistou.

## Vykořisťování dětí

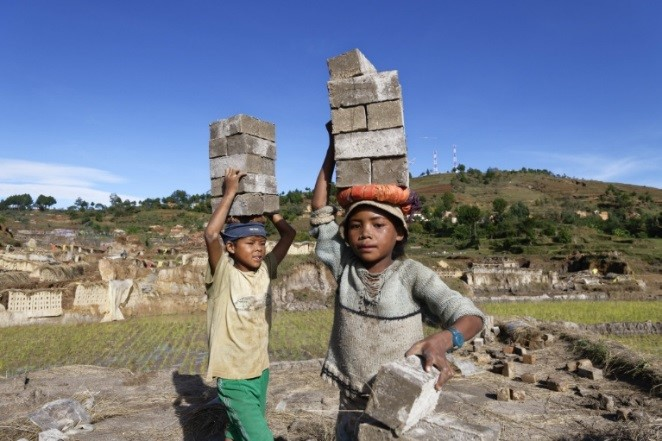
Dětská práce (Madagaskar, 2017)

Dětská práce, při které jsou děti vykořisťovány, se vyskytuje v nejtíživější podobě především v Africe, nejvíce z asi 264 milionů pracujících dětí (dle zdroje z roku 2015) se nachází v Asii a Tichomoří. V malé míře, ale zato v nejodpudivější formě prostituce a sexuálního vykořisťování, jsou děti vykořisťovány i v rozvinutých zemích.
Vykořisťování dětí je v Evropské unii zakázáno Listinou základních práv EU (Zákaz dětské práce a ochrana mladých lidí při práci).
Nelidské zacházení s nezletilými dětmi, jejich namáhavou práci a vykořisťování ve 2. polovině 19. století popsal např. Karel Marx v knize Kapitál I. Například při výrobě krajek v anglickém Nottinghamu desetileté nebo jen devítileté děti vstávaly mezi 2. až 4. hodinou ranní a musely pracovat do 22. až 24. hodiny v noci. Románovou formou popisuje např. dětskou práci v 19. století ve francouzských dolech Émile Zola (román Germinal), zaměstnávání dětí v Anglii Charles Dickens (Oliver Twist), v českém prostředí např. Antonín Zápotocký (Vstanou noví bojovníci).

## Obchodování s lidmi

Obchodování s lidmi v severní Africe a na Blízkém východě dle zprávy USA 2019 (nejhorší situace označena červeně)

Jednou z nejhorších forem vykořisťování je obchodování s lidmi. Podle dokumentu skupiny expertů Úřadu Vysokého komisaře OSN pro lidská práva, vydaného v březnu 2024, dochází od prosince 2023 v důsledku humanitární krize v Súdánu ke zneužívání nezletilých dívek a obchodování s lidmi, zejména s ženami, které jsou unášeny, drženy v zajetí jako sexuální otrokyně, prodávány, nebo násilně nuceny k nedobrovolným sňatkům. Dívky a ženy jsou prodávány na trzích s otroky.
Zpráva Mírového institutu USA z roku 2019 označila jako nejhorší z hlediska obchodování s lidmi situaci v Íránu.

## Legislativa upravující vykořisťování
Český trestní zákoník zmiňuje vykořisťování v trestných činech obchodování s lidmi (§ 168) a neoprávněné zaměstnávání cizinců (§ 342).
Vykořisťování je trestným činem proti svobodě. Odstavec (1) stanoví, že ten, kdo přiměje, zjedná, najme, zláká, svede, dopraví, ukryje, zadržuje, přijme nebo vydá dítě, aby ho bylo užito e) k nuceným pracím nebo k jiným formám vykořisťování, anebo kdo kořistí z takového jednání, bude potrestán odnětím svobody na dvě léta až deset let. V odstavci (2) je uvedeno, že stejně bude potrestán ten, kdo jinou osobu než uvedenou v odstavci 1 za použití násilí, pohrůžky násilí nebo jiné těžké újmy nebo lsti anebo zneužívaje jejího omylu, tísně nebo závislosti, přiměje, zjedná, najme, zláká, svede, dopraví, ukryje, zadržuje, přijme nebo vydá, aby jí bylo užito e) k nuceným pracím nebo k jiným formám vykořisťování, anebo kdo kořistí z takového jednání. Pokud pachatel spáchá čin uvedený v odstavci 1 nebo 2 jako člen organizované slupiny, bude potrestán odnětím svobody na pět až dvanáct let nebo propadnutím majetku (odstavec 3).
Tresty odnětí svobody spojené s propadnutím majetku za činy související s vykořisťováním mohou být ještě vyšší (odstavec 4), zejména pokud pachatel takového činu způsobí své oběti těžkou újmu na zdraví (odnětí svobody osm až patnáct let a propadnutí majetku). Nejvyšším trestem (odstavec 5) je odnětí svobody na deset až osmnáct let spojené taktéž s propadnutím majetku, pokud pachatel způsobí činem uvedeným v odstavci 1 nebo 2 smrt. Trestná je i příprava činu uvedeného v odstavci 1 a 2.
Objektem takového trestného činu je osobní svoboda, předmětem ochrany je nedotknutelnost osoby, lidská důstojnost, čest a další základní lidská práva, která jsou trestnými činy vykořisťování ohrožena nebo porušována.(Šámal, s. 2145)
Jak vyplývá z komentářů k trestnímu zákoníku, trestnost obchodování s jinými osobami, tedy vykořisťování, které omezuje osobní svobodu jedince a ohrožuje nebo porušuje jeho základní lidská práva, spočívá v nedobrovolnosti oběti podstoupit takové zacházení. (Šámal, s. 2146)
§ 168 trestního zákoníku ve svých ustanoveních ukotvuje závazky plynoucí z práva Evropské unie nebo z mezinárodních smluv. Například Mezinárodní organizace práce vydala již v roce 1930 Úmluvu o nucené nebo povinné práci. Dalším z mezinárodních dokumentů je Protokol OSN o prevenci, potírání a trestání obchodu s lidmi, zvláště se ženami a dětmi (ten doplňuje úmluvu OSN o nadnárodním organizovaném zločinu). Protokol proti obchodování s lidmi je součástí legislativy EU.